# Classe Ise
A Classe Ise (伊勢型戦艦) foi uma classe de navios couraçados operados pela Marinha Imperial Japonesa, composta pelo Ise e Hyūga. Suas construções começaram pouco depois do início da Primeira Guerra Mundial nos estaleiros da Kawasaki Heavy Industries e Mitsubishi Heavy Industries; o batimento de quilha de ambas as embarcações ocorreu em maio de 1915 e as duas foram finalizadas perto do final do conflito. O classe foi encomendada para compor uma frota homogênea com cruzadores de batalha e seu projeto foi muito baseado na predecessora Classe Fusō.
Os navios não serviram na Primeira Guerra e depois apoiaram forças japonesas na Intervenção na Sibéria em 1920, enquanto em 1923 eles ajudaram a socorrer os sobreviventes do Grande Sismo de Kantō. Ambos passaram o restante da década patrulhando a costa da China. Depois disso os couraçados passaram por uma série de reformas e modernizações até 1937, em que seus maquinários internos foram substituídos, seus armamentos aprimorados e incrementados, sua superestrutura reconstruída, sua blindagem reforçada, entre outras modificações.
O Ise e o Hyūga tiveram um pequeno papel na Segunda Guerra Sino-Japonesa e inicialmente pouco fizeram na Segunda Guerra Mundial por serem considerados obsoletos. Entretanto, depois da perda da maioria dos porta-aviões japoneses na Batalha de Midway em 1942, ambos foram reconstruídos com um convés de voo no lugar de suas torres de artilharia traseiras. Mesmo assim, nunca operaram aeronaves em combate. Eles participaram da Batalha do Cabo Engaño em 1944 e da Operação Kita em 1945, sendo afundados em julho de 1945 por ataques aéreos.